# Clément Michelin
Clément Michelin (Montauban, 11 de mayo de 1997) es un futbolista francés que juega de defensa en el Real Racing Club de Santander de la Segunda División de España.

## Trayectoria
Comenzó su carrera deportiva en el Toulouse F. C., con el que debutó como profesional el 20 de septiembre de 2016, en un partido de la Ligue 1 frente al Lille O. S. C.
Durante la temporada 2018-19 fue cedido al A. C. Ajaccio que militaba en la Ligue 2.
En junio de 2019 fichó por el R. C. Lens, entonces equipo de la Ligue 2, logrando ascender a la Ligue 1 en la temporada 2019-20.
En agosto de 2021 se marchó a Grecia para jugar en el AEK Atenas F. C. las siguientes cuatro temporadas. Tras cumplir solo una de ellas, regresó a Francia después de ser prestado al F. C. Girondins de Burdeos.
El 5 de agosto de 2024 fichó por el Real Racing Club de Santander de España con un contrato hasta junio de 2026.

## Selección nacional
Michelin fue internacional sub-17, sub-18, sub-19 y sub-20 con la selección de fútbol de Francia.
Con la sub-19 ganó el Campeonato Europeo de la UEFA Sub-19 2016.

## Estadísticas

### Clubes
Actualizado al último partido disputado el 12 de junio de 2025. Resaltadas temporadas en calidad de cesión.
| Club                               | Liga          | Temporada     | Liga  | Liga  | Liga   | Copas nacionales | Copas nacionales | Copas nacionales | Copas internacionales | Copas internacionales | Copas internacionales | Total | Total | Total  |
| Club                               | Liga          | Temporada     | Part. | Goles | Asist. | Part.            | Goles            | Asist.           | Part.                 | Goles                 | Asist.                | Part. | Goles | Asist. |
| ---------------------------------- | ------------- | ------------- | ----- | ----- | ------ | ---------------- | ---------------- | ---------------- | --------------------- | --------------------- | --------------------- | ----- | ----- | ------ |
| Toulouse F. C. II Francia          | National 3    | 2014-15       | 4     | 0     | 0      | —                | —                | —                | —                     | —                     | —                     | 4     | 0     | 0      |
| Toulouse F. C. II Francia          | National 3    | 2015-16       | 13    | 1     | 0      | —                | —                | —                | —                     | —                     | —                     | 13    | 1     | 0      |
| Toulouse F. C. II Francia          | National 3    | 2016-17       | 7     | 0     | 0      | —                | —                | —                | —                     | —                     | —                     | 7     | 0     | 0      |
| Toulouse F. C. Francia             | Ligue 1       | 2016-17       | 8     | 0     | 0      | 1                | 0                | 0                | —                     | —                     | —                     | 9     | 0     | 0      |
| Toulouse F. C. Francia             | Ligue 1       | 2017-18       | 7     | 0     | 0      | 3                | 0                | 0                | —                     | —                     | —                     | 10    | 0     | 0      |
| Toulouse F. C. II Francia          | National 3    | 2017-18       | 12    | 0     | 0      | —                | —                | —                | —                     | —                     | —                     | 12    | 0     | 0      |
| Toulouse F. C. II Francia          | Total club    | Total club    | 36    | 1     | 0      | 0                | 0                | 0                | 0                     | 0                     | 0                     | 36    | 1     | 0      |
| Toulouse F. C. Francia             | Ligue 1       | 2018-19       | 1     | 0     | 0      | —                | —                | —                | —                     | —                     | —                     | 1     | 0     | 0      |
| Toulouse F. C. Francia             | Total club    | Total club    | 16    | 0     | 0      | 4                | 0                | 0                | 0                     | 0                     | 0                     | 20    | 0     | 0      |
| A. C. Ajaccio II Francia           | National 3    | 2018-19       | 5     | 0     | 0      | —                | —                | —                | —                     | —                     | —                     | 5     | 0     | 0      |
| A. C. Ajaccio II Francia           | Total club    | Total club    | 5     | 0     | 0      | 0                | 0                | 0                | 0                     | 0                     | 0                     | 5     | 0     | 0      |
| A. C. Ajaccio Francia              | Ligue 2       | 2018-19       | 14    | 0     | 0      | 1                | 0                | 0                | —                     | —                     | —                     | 15    | 0     | 0      |
| A. C. Ajaccio Francia              | Total club    | Total club    | 14    | 0     | 0      | 1                | 0                | 0                | 0                     | 0                     | 0                     | 15    | 0     | 0      |
| R. C. Lens Francia                 | Ligue 2       | 2019-20       | 25    | 1     | 2      | 1                | 0                | 0                | —                     | —                     | —                     | 26    | 1     | 2      |
| R. C. Lens Francia                 | Ligue 1       | 2020-21       | 26    | 0     | 4      | 2                | 0                | 0                | —                     | —                     | —                     | 28    | 0     | 4      |
| R. C. Lens Francia                 | Total club    | Total club    | 51    | 1     | 6      | 3                | 0                | 0                | 0                     | 0                     | 0                     | 54    | 1     | 6      |
| AEK Atenas F. C. · Grecia          | Superliga     | 2021-22       | 23    | 0     | 2      | 1                | 0                | 0                | —                     | —                     | —                     | 24    | 0     | 2      |
| AEK Atenas F. C. · Grecia          | Total club    | Total club    | 23    | 0     | 2      | 1                | 0                | 0                | 0                     | 0                     | 0                     | 24    | 0     | 2      |
| F. C. Girondins de Burdeos Francia | Ligue 2       | 2022-23       | 23    | 0     | 3      | 3                | 0                | 0                | —                     | —                     | —                     | 26    | 0     | 3      |
| F. C. Girondins de Burdeos Francia | Ligue 2       | 2023-24       | 31    | 0     | 1      | 2                | 1                | 0                | —                     | —                     | —                     | 33    | 1     | 1      |
| F. C. Girondins de Burdeos Francia | Total club    | Total club    | 54    | 0     | 4      | 5                | 1                | 0                | 0                     | 0                     | 0                     | 59    | 1     | 4      |
| Racing de Santander · España       | 2.ª           | 2024-25       | 33    | 2     | 1      | 2                | 0                | 1                | —                     | —                     | —                     | 35    | 2     | 2      |
| Racing de Santander · España       | Total club    | Total club    | 33    | 2     | 1      | 2                | 0                | 1                | 0                     | 0                     | 0                     | 35    | 2     | 2      |
| Total carrera                      | Total carrera | Total carrera | 232   | 4     | 13     | 16               | 1                | 1                | 0                     | 0                     | 0                     | 248   | 5     | 14     |
| 1. 2. 3.                           |               |               |       |       |        |                  |                  |                  |                       |                       |                       |       |       |        |

### Selecciones
Actualizado al último partido jugado el 28 de julio de 2021.
| Selección      | Temporada     | Europeo | Europeo | Europeo | Mundial Olimpiadas | Mundial Olimpiadas | Mundial Olimpiadas | Amistosos | Amistosos | Amistosos | Total | Total | Total  |
| Selección      | Temporada     | Part.   | Goles   | Asist.  | Part.              | Goles              | Asist.             | Part.     | Goles     | Asist.    | Part. | Goles | Asist. |
| -------------- | ------------- | ------- | ------- | ------- | ------------------ | ------------------ | ------------------ | --------- | --------- | --------- | ----- | ----- | ------ |
| Sub-17 Francia | 2013          | 1       | 0       | 0       | —                  | —                  | —                  | —         | —         | —         | 1     | 0     | 0      |
| Sub-17 Francia | 2014          | 3       | 1       | 0       | —                  | —                  | —                  | 2         | 0         | 0         | 5     | 1     | 0      |
| Sub-17 Francia | Total         | 4       | 1       | 0       | 0                  | 0                  | 0                  | 2         | 0         | 0         | 6     | 1     | 0      |
| Sub-19 Francia | 2016          | 6       | 0       | 0       | —                  | —                  | —                  | 2         | 0         | 0         | 8     | 0     | 0      |
| Sub-19 Francia | Total         | 6       | 0       | 0       | 0                  | 0                  | 0                  | 2         | 0         | 0         | 8     | 0     | 0      |
| Sub-20 Francia | 2016          | —       | —       | —       | —                  | —                  | —                  | 1         | 0         | 0         | 1     | 0     | 0      |
| Sub-20 Francia | 2017          | —       | —       | —       | 3                  | 0                  | 0                  | —         | —         | —         | 3     | 0     | 0      |
| Sub-20 Francia | 2018          | —       | —       | —       | —                  | —                  | —                  | 4         | 0         | 0         | 4     | 0     | 0      |
| Sub-20 Francia | Total         | 0       | 0       | 0       | 3                  | 0                  | 0                  | 5         | 0         | 0         | 8     | 0     | 0      |
| Sub-23 Francia | 2021          | —       | —       | —       | 3                  | 0                  | 0                  | 1         | 0         | 0         | 4     | 0     | 0      |
| Sub-23 Francia | Total         | 0       | 0       | 0       | 3                  | 0                  | 0                  | 1         | 0         | 0         | 4     | 0     | 0      |
| Total carrera  | Total carrera | 10      | 1       | 0       | 6                  | 0                  | 0                  | 10        | 0         | 0         | 26    | 1     | 0      |
| 1.             |               |         |         |         |                    |                    |                    |           |           |           |       |       |        |

### Resumen estadístico
Actualizado al último partido disputado el 12 de junio de 2025.
| Competición          | Partidos | Goles | Asistencias |
| -------------------- | -------- | ----- | ----------- |
| Liga                 | 232      | 4     | 13          |
| Copas nacionales     | 16       | 1     | 1           |
| Selección de Francia | 26       | 1     | 0           |
| Total                | 274      | 6     | 14          |